# جبهه متحد دوم
جبهه متحد دوم اتحاد نظامی میان جبهه ملی چین و حزب کمونیست چین است که در خلال جنگ دوم چین و ژاپن جهت مقاومت در برابر قوای مهاجم ژاپنی ایجاد گشت و جنگ داخلی چین را از سال ۱۹۳۷ تا ۱۹۴۱ متوقف کرد.

## پیش‌زمینه
پس از کشتار هواداران حرب کمونیست در کشتار شانگهای توسط ارتش انقلابی ملی به فرماندهی چیانگ کای‌شک در سال ۱۹۲۷ اتحاد ۴ ساله میان چین ملی و شوروی که همراه با همکاری حزب کمونیست چین در اردوکشی شمالی جهت سرکوب جنگ‌سالاران و اتحاد چین بود پایان یافت.
در سال ۱۹۳۱ ژاپن به منچوری حمله کرد و آن را به اشغال خود درآورد. چیانگ کای‌شک که در آن زمان کنترل دولت مرکزی چین را به عهده داشت استدلال می‌کرد که به واسطه مشکلات داخلی و نبود آمادگی‌های لازم باید از جنگ گسترده با ژاپن پرهیز کرد. در مقابل او از سیاستی حمایت می‌کرد که به دنبال مماشات با ژاپن جهت تلاش برای ایجاد یکپارچگی حقیقی ملی و فراهم آوردن توان لازم در طول زمان برای مقابله با ژاپن بود و این سیاست مماشات تا شش سال بعد نیز ادامه داشت. با وجود اینکه نبرد با کمونیست‌ها باعث نابودی ۹۰ درصد توان رزمی و عقب‌نشینی آن‌ها گشته بود اما نتوانست آن‌ها را به صورت کامل از میان ببرد. سیاست تصفیه داخلی پیش از مقاومت خارجی چیانگ کای‌شک اما در میان مردم به شدت نامحبوب بود و باعث مقاومت ایشان در برابر او و متحدانش می‌گشت.

## حادثه شی‌آن
در سال ۱۹۳۶ چیانگ کای‌شک به ژانگ ژویلیانگ (معروف به مارشال جوان) دستور داد تا ارتش سرخ چین را سرکوب نماید. این درگیری‌ها تلفات سنگینی را به قوای ژویلیانگ وارد کرد اما چیانگ کای‌شک هیچ کمکی به او و نیروهایش ننمود. در ۱۲ دسامبر ۱۹۳۶ ژویلیانگ که به شدت از شرایط ناراضی بود چیانگ کای‌شک را در شی‌آن ربود تا بتواند او را مجبور به صلح با کمونیست‌ها نماید. در عوض آزادی چیانگ کای‌شک چین ملی مجبور شد تا به صورت موقت پایان جنگ داخلی چین را بپذیرد و در ۲۴ دسامبر ۱۹۳۶ جبهه متحد مقاومت در برابر ژاپنی‌ها را به همراه کمونیست‌ها ایجاد نماید.
اتحادیه چین دموکراتیک که متشکل از گروه‌های سیاسی و گروه‌های فشار نیز قبول کرد تا در این جبهه متحد ملی با کمونیست‌ها و چین ملی همراه گردد.

## همکاری در دوران جنگ ایستادگی

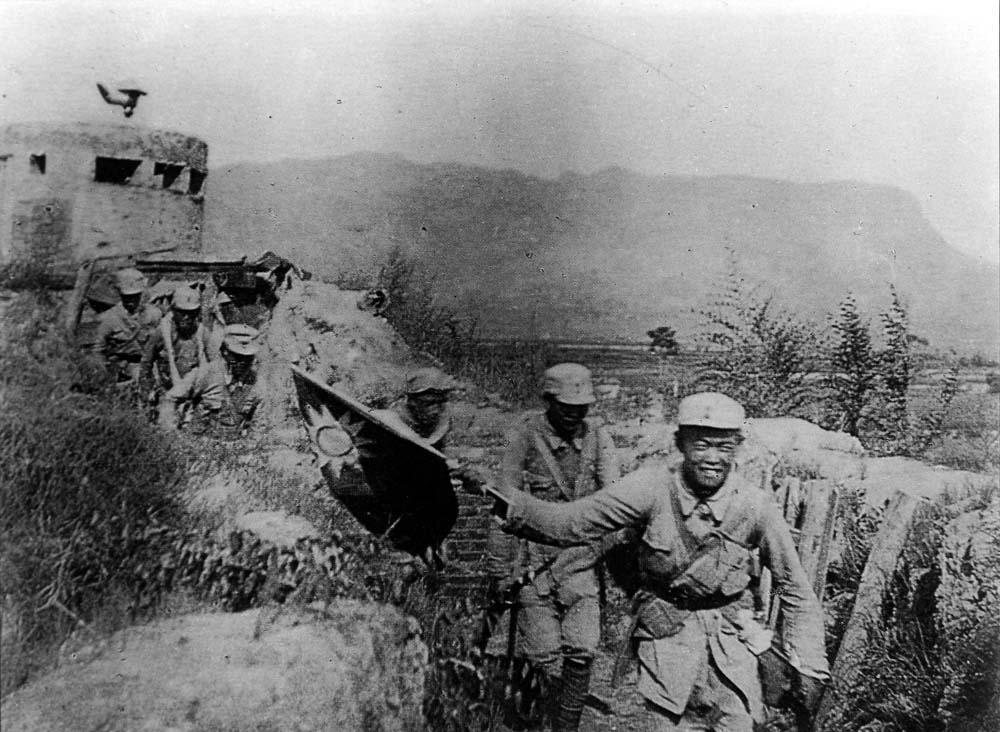
سرباز کمونیست در حال تکان دادن پرچم چین ملی پس از یک عملیات موفق علیه نیروهای ژاپنی

در نتیجه توافق میان چین ملی و کمونیست‌ها، نیروهای کمونیست به جزئی از ارتش انقلابی ملی تبدیل شدند و در قالب ارتش  چهارم جدید و ارتش هشتم مسیر سازماندهی گشتند. کمونیست‌ها رهبری چیانگ کای‌شک را پذیرفتند و به همین واسطه کمک‌های مالی اندکی را از دولت مرکزی که در دست‌چین ملی بود دریافت نمودند.
پس از آغاز جنگ تمام عیار میان چین و ژاپن نیروهای کمونیست به عنوان متحدان چین ملی در نبرد تائی‌یوان شرکت داشتند اما مهم‌ترین مظهر همکاری آن‌ها طی سال ۱۹۳۸ و در نبرد ووهان رقم خورد.
ادغام کمونیست‌ها در سلسله‌مراتب فرماندهی ارتش ملی البته بیشتر بر روی کاغذ بود و همکاری میان آن‌ها و دولت مرکزی در طول جنگ دوم چین و ژاپن در حداقل خود قرار داشت. نیروهای کمونیست عمدتاً مستقل عمل می‌نمودند و کمتر وارد درگیری‌های مرسوم نظامی می‌گشتند اما در جنگ چریکی توانایی خود را توانستند به اثبات برسانند.

## فروپاشی جبهه دوم متحد و عواقب آن

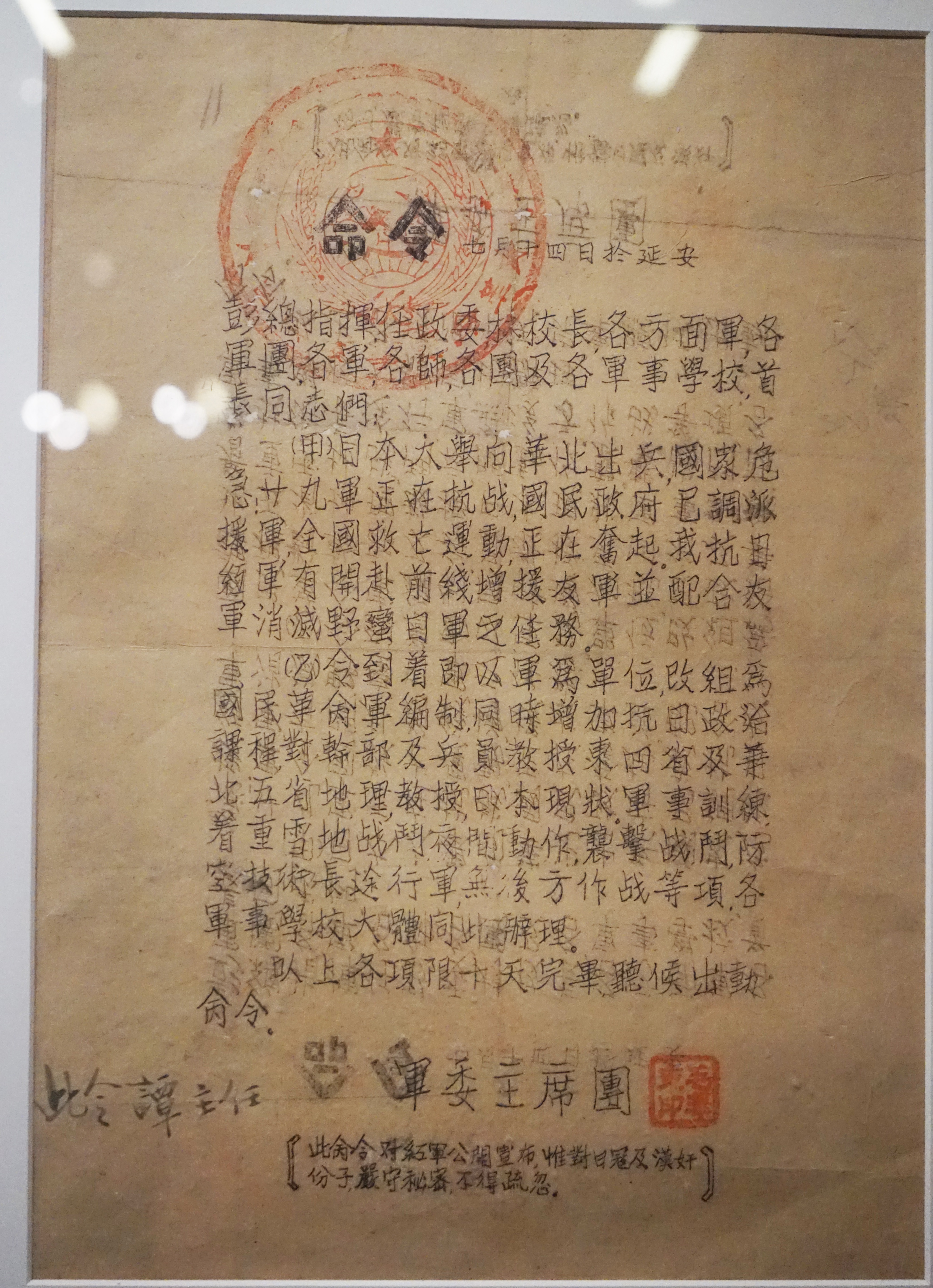
در ژوئیه ۱۹۳۷ هیئت رئیسه کمیته مرکزی نظامی دستور العملی را برای ارتش سرخ صادر کرد که ضمن سازماندهی مجدد خود در صفوف ارتش ملی به جبهه ضد ژاپنی بپیوند.

با وجود تشکیل جبهه متحد، کمونیست‌ها و چین ملی همچنان در حال رقابت برای کنترل قسمت‌های آزاد چین که تحت کنترل ژاپنی‌ها و متحدانشان قرار نداشت بودند. اتحاد شکننده میان دو جناح از اواخر سال ۱۹۳۸ و در اثر تلاش کمونیست‌ها برای جذب و همراه کردن تمام واحدهای چریکی که در پشت خطوط دشمن می‌جنگیدند آغاز گشت. شبه نظامیانی که از تغییر وفاداری خود به کمونیست‌ها سر باز می‌زدند متهم به همکاری و خیانت شده و از میان می‌رفتند. برای مثال در ژوئن ۱۹۳۹ واحدهای کمونیست تحت فرماندهی هی لونگ یک تیپ از نیروهای چینی را در استان هبئی از بین بردند.
تشنج در سال ۱۹۴۰ و ۱۹۴۱ به اوج خود رسید و درگیری‌های گسترده‌ای میان کمونیست‌ها و دولت مرکزی آغاز گشت. در دسامبر ۱۹۴۰ چیانگ کای‌شک از نیروهای کمونیست تقاضا کرد تا جیانگسو و آن‌هوئی را تخلیه نمایند. فرماندهان کمونیست که تحت فشار شدیدی قرار داشتند از این وضعیت شکایت داشتند تا آنکه در ژانویه ۱۹۴۱ توسط نیروهای دولتی کمین خورده و منهدم گشتند. این واقعه که به حادثه سپاه چهارم معروف است موقعیت کمونیست‌ها در چین مرکزی را به‌غایت تضعیف نمود و به اتحاد و همکاری میان کمونیست‌ها و دولت مرکزی پایان داد.
پس از این در نواحی اشغالی ژاپن قوای کمونیست‌ها و پارتیزان‌های چین ملی با هم وارد تخاصم گشتند که در نهایت کمونیست‌ها موفق شدند نیروهای دولت مرکزی را شکست داده یا آن‌ها را به سوی نیروهای ژاپنی و متحدین چینی‌شان بفرستند تا از میان بروند. همچنین کمونیست‌ها به رهبری مائو تسه‌تونگ عمده توان خود را صرف آن کردند که تا نفوذ خود را در هر جا که موقعیت آن فراهم آید گسترش دهند در حالی که دولت مرکزی سعی می‌نمود با محاصره ایشان جلو گسترش این نفوذ را بگیرد.
پس از پایان جنگ با ژاپن کای‌شک و مائو تلاش کردند تا مذاکرات صلح را انجام دهند که با بی‌نتیجه ماندن آن در سال ۱۹۴۶ جنگ داخلی تمام عیار میان طرفین آغاز گشت. نیروهای کمونیست که عمده تجهیزات باقی مانده از ژاپنی‌ها را به دست آورده بودند به سرعت توانستند نیروهای دولتی را شکست داده و مائو در اکتبر ۱۹۴۹ جمهوری خلق چین را تشکیل داد، در حالی که چیانگ کای‌شک به سمت جزیره تایوان عقب نشست.